# Wilhelmus à Brakel
Wilhelmus à Brakel (Leeuwarden, 2 gennaio 1635 – Rotterdam, 30 ottobre 1711) è stato un predicatore e teologo olandese.
Wilhelm à Brakel, pastore evangelico riformato dei Paesi Bassi è forse il più stimato rappresentante del periodo della storia olandese chiamato Nadere Reformatie (1600-1750), chiamato anche della "Seconda Riforma" che coincide strettamente per quanto riguarda il tempo, ma anche per ispirazione ideale, a quello del Puritanesimo inglese. Suo padre Theodorus Gerardus à Brakel era anche pastore evangelico. È leader riconosciuto del primo Pietismo olandese, promotore di un risveglio spirituale della chiesa che correva il rischio di inaridirsi a causa dell'intellettualismo promosso dallo Scolasticismo protestante allora prevalente.
Orfano in tenera età ed educato dalla sua nonna materna, fin da piccolo mostra una forte propensione per la lettura della Bibbia e di libri d'edificazione. All'età di 10 anni nulla più che stare in chiesa gli dava maggiore soddisfazione.

## Rilevanza
L'importanza di Wilhelm à Brakel è dovuta largamente alla grande influenza della sua maggiore opera, il "Redelijke Godsdienst" (il "culto spirituale").
Questo libro è diventato un classico del Pietismo riformato ed è stato negli ultimi tre secoli pubblicato ripetutamente. Durante la sua vita, Brakel è stato chiamato: "la guida del popolo pio" e questo suo manuale è servito come guida spirituale per molti credenti di successive generazioni. A differenza del pietismo classico d'origine luterana, il pietismo riformato, come testimonia lo stesso Brakel, non è anti-dottrinale ed anti-confessionale, ma valorizza la dottrina nell'ambito dell'esperienza.
Due parti di quest'opera popolare sono particolarmente interessanti per chi si interessa di testimonianze di conversione. In un capitolo Brakel raccomanda ai suoi lettori di prendersi nota delle biografie spirituali come letteratura esemplare, come i racconti su martiri, pii predicatori e bambini credenti deceduti. In un altro capitolo incoraggia i lettori a riflettere sulla loro propria vita, fornendo persino un questionario come guida per riconsiderare il proprio sviluppo spirituale e per l'edificazione di altre persone.
Il rispetto che Wilhelm à Brakel ha conseguito, è mostrato dal fatto che egli sia comunemente chiamato "Padre Brakel", un titolo non solo espressivo di alta stima, ma pure dell'autorità che egli ha esercitato ed esercita. Ancora oggi egli è conosciuto nei Paesi Bassi (in circoli calvinisti), con questo titolo onorifico.
Alcuni storici hanno detto di lui che "à Brakel scrive per i membri di chiesa, non per i teologi... Egli desiderava intensamente che le verità da lui esposte diventassero realtà dell'esperienza nel cuore di tutti coloro che lo leggevano... per l'à Brakel il nome di Gesù è più dolce del miele; potreste quasi sentire gli aneliti interiori della sua anima quando egli esalta Gesù come l'indicibile dono del Padre verso i figli e le figlie perdue di Adamo" 
Brakel può essere pure annoverato fra i primi Sionisti. Nel suo tempo, il XVIII secolo, contestava l'anti-ebraismo degli ambienti cristiani e prevedeva il loro ritorno nell'antica terra di Canaan dopo tanti secoli di esilio. Lo troviamo spiegato nel quarto volume della sua opera "Il Culto spirituale".